# The Republic of Sarah
The Republic of Sarah é uma série de televisão americana de drama lançada em 14 de junho de 2021 na The CW. A série foi criada por Jeffrey Paul King e estrelada por Stella Baker no papel titular, ao lado de Luke Mitchell, Hope Lauren, Nia Holloway, Ian Duff, Forrest Goodluck, Landry Bender, Izabella Alvarez e Megan Follows como parte do elenco principal. 
Em setembro de 2021, a série foi cancelada após uma temporada.

## Premissa
The Republic of Sarah conta a história sobre o que acontece quando "a bucólica tranquilidade de Greylock, New Hampshire, é revirada quando um enorme veio de coltan - um mineral extremamente valioso usado em tecnologia - é descoberto sob a cidade. Empresa de mineração apoiada pelo estado Lydon Industries avança com planos para extrair o mineral... planos que incluem varrer Greylock do mapa. Com seus amigos e família em risco de perder suas casas, a rebelde professora Sarah Cooper jura parar as escavadeiras de Lydon. Depois que Sarah e seus amigos ganharam a votação, um juiz federal concorda que Greylock não é - e nunca foi - parte dos Estados Unidos, a cidade se torna uma nova nação. Agora, Sarah e seus aliados devem enfrentar uma tarefa ainda mais difícil: construir um país do zero."

## Elenco

### Principal
- Stella Baker como Sarah Cooper
- Luke Mitchell como Danny Cooper,
- Hope Lauren como Corinne Dearborn
- Nia Holloway como Amy 'AJ' Johnson
- Ian Duff como Grover Sims
- Forrest Goodluck como Tyler Easterbrook
- Landry Bender como Bella Whitmore
- Izabella Alvarez como Maya Jimenez
- Megan Follows como Ellen Cooper

### Recorrente
- Xander Berkeley como Paul Cooper
- Daniel Di Tomasso como Weston
- Ryan Bruce como Adam Dearborn

## Episódios

### 1ª temporada (2021)
| N.º na série | N.º na temp. | Título original                       | Dirigido por      | Escrito por                          | Exibição original     | Audiência (milhões) |
| ------------ | ------------ | ------------------------------------- | ----------------- | ------------------------------------ | --------------------- | ------------------- |
| 1            | 1            | "Pilot"                               | Kat Candler       | Jeffrey Paul King                    | 14 de junho de 2021   | 0,46                |
| 2            | 2            | "Power"                               | Erica Dunton      | Jeffrey Paul King                    | 21 de junho de 2021   | 0.38                |
| 3            | 3            | "The Lines Between Us"                | Erica Dunton      | Debra Fordham                        | 28 de junho de 2021   | 0,32                |
| 4            | 4            | "In Us We Trust""                     | P. J. Pesce       | Katie Wech                           | 5 de julho de 2021    | 0,31                |
| 5            | 5            | "The Criminals It Deserves"           | P. J. Pesce       | Kevin A. Garnett                     | 12 de julho de 2021   | 0.22                |
| 6            | 6            | "A Show of Hands"                     | Megan Follows     | Franki Butler                        | 19 de julho de 2021   | 0.33                |
| 7            | 7            | "Sanctuary"                           | Megan Follows     | Jessica Mena Esteves                 | 26 de julho de 2021   | 0,29                |
| 8            | 8            | "The Perfect Conditions for Disaster" | Yangzom Brauen    | Katie Wech                           | 2 de agosto de 2021   | 0.31                |
| 9            | 9            | "Sons and Daughters"                  | Yangzom Brauen    | Jeffrey Paul King & Debra Fordham    | 9 de agosto de 2021   | 0,32                |
| 10           | 10           | "From Simple Sources"                 | Rachel Raimist    | Anna Mackey                          | 16 de agosto de 2021  | 0,30                |
| 11           | 11           | "Pledge Allegiance"                   | Rachel Raimist    | Franki Butler                        | 23 de agosto de 2021  | 0,32                |
| 12           | 12           | "Two Imposters"                       | Catriona McKenzie | Debra Fordham & Jessica Mena Esteves | 30 de agosto de 2021  | 0,32                |
| 13           | 13           | "The Last Rabbit"                     | Catriona McKenzie | Kevin A. Garnett                     | 6 de setembro de 2021 | 0,30                |

## Produção

### Desenvolvimento
O programa estava originalmente em desenvolvimento pela CBS, com um piloto encomendado, mas o canal acabou não aprovando. Isso levou à contratação de outro elenco para a versão da The CW. Em 30 de janeiro de 2020, The CW anunciou que havia encomendado um piloto para a série. Em 12 de maio de 2020, a CW anunciou que tinha dado a The Republic of Sarah uma ordem de série, consistindo em uma primeira temporada de 13 episódios. Em 2 de setembro de 2021, a The CW cancelou a série após uma temporada.

### Seleção de elenco
Em fevereiro de 2020, foi relatado que Stella Baker iria estrelar o papel titular da série. No mês seguinte, Luke Mitchell, Izabella Alvarez, Nia Holloway, Hope Lauren, Landry Bender, Ian Duff e Forrest Goodluck se juntaram ao elenco principal. Em janeiro de 2021, Xander Berkeley foi escalado em um papel recorrente. Em março de 2021, Daniel Di Tomasso se juntou ao elenco recorrente.

### Filmagens
As filmagens do piloto da série estava originalmente programada para ocorrer na primavera de 2020, mas foram adiadas devido ao impacto da pandemia de COVID-19 na televisão.

## Lançamento
A estreia de The Republic of Sarah aconteceu em 14 de junho de 2021 na The CW.